# الجيل السابع من أنظمة ألعاب الفيديو
الجيل السابع من تاريخ الألعاب الفيديو، والذي هو أيضاً الجيل السابق، أولاً يرتكز على أنظمة الألعاب التي أطلقت منذ 2004 من قبل شركات نينتندو، ومايكروسوفت، وسوني.
حسب الأجهزة الأساسية، الجيل السابع بدء منذ 22 نوفمبر، 2005 مع إطلاق الإكس بوكس 360 من مايكروسوفت ويتبع مع إطلاق البلاي‌ستيشن 3 من سوني في 11 نوفمبر، 2006 وإطلاق الوي من نينتندو في 19 نوفمبر، 2006. كل من الأجهزة الجديدة قد عرض نوع جديد من التكنولوجيا المبتكرة. مثلاً الإكس بوكس 360 والبلاي‌ستيشن 3 عرضوا رسومات فائق الجودة، عندما الوي ركز على دمج أجهاز التحكم مع أجهزة استشعار الحركة بدل استعمال عصا التحكم التقليدي (إن البلاي‌ستيشن 3 أيضاً يستخدم حساسية الحركة، ولكن بدرجة أقل). الأنظمة الثلاث كلها لديها أجهازة تحكم لاسلكي، مع أن الإكس بوكس 360 أيضاً لديه أجهازة تحكم مسلك. بإمكان شحن جهاز تحكم البلاي‌ستيشن 3 وجهاز تحكم الإكس بوكس 360 اللاسلكي (إذا استخدم مع بطاريات قابلة لإعادة الشحن) من قبل كابل اليوإس‌بي.
حسب الأجهزة المحمولة، الجيل السابع بدء منذ 21 نوفمبر، 2004 مع تقديم النينتندو دي إس في شمال أمَريكا كالجهاز « الدعامة الثالثة »، جنباً إلى جنب مع أجهزة نيننتدو الأخرة آنذاك التي هيا الجيم بوي أدفانس والجيم كيوب. النينتندو دي إس تتميز بمصدح داخلي ويدعم خصائص الآي إي إي إي 802.11 (واي فاي) اللاسلكي. البلاي‌ستيشن بورتبل، الذي قد أطلق لاحقاً في نفس السنة، أي بـ 12 ديسمبر، 2004، تبع طريقاً مختلفاً. قد أصبح أول جهاز ألعاب فيديو محمول ليستخدم تصميم قرص بصري كالواسطة الأساسية تدع بالقرص شامل الوسائط (الـ UMD باختصار). سوني أيضاً وهبوا البلاي‌ستيشن بورتبل قدرة وسائط متعددة قوية، التوصل العام مع البلاي‌ستيشن 3 وأجهزة بلاي‌ستيشن بورتبل أخرى وأيضاً تواصل إلى الإنترنت. النينتندو دي إس أيضاً لديه تواصل إلى الإنترنت عبر خدمة مواصلات واي فاي نينتندو ومتصفح نينتندو دي إس، وحتى تواصل لاسلكي إلى أنظمة دي إس أخرى وأجهزة الوي. برغم أرقام المبيعات عالية لكلى الجهزان المحمولان، مبيعات البلاي‌ستيشن بورتبل قد تباطأت باستمرار وراء مبيعات النينتندو دي إس.

## صور

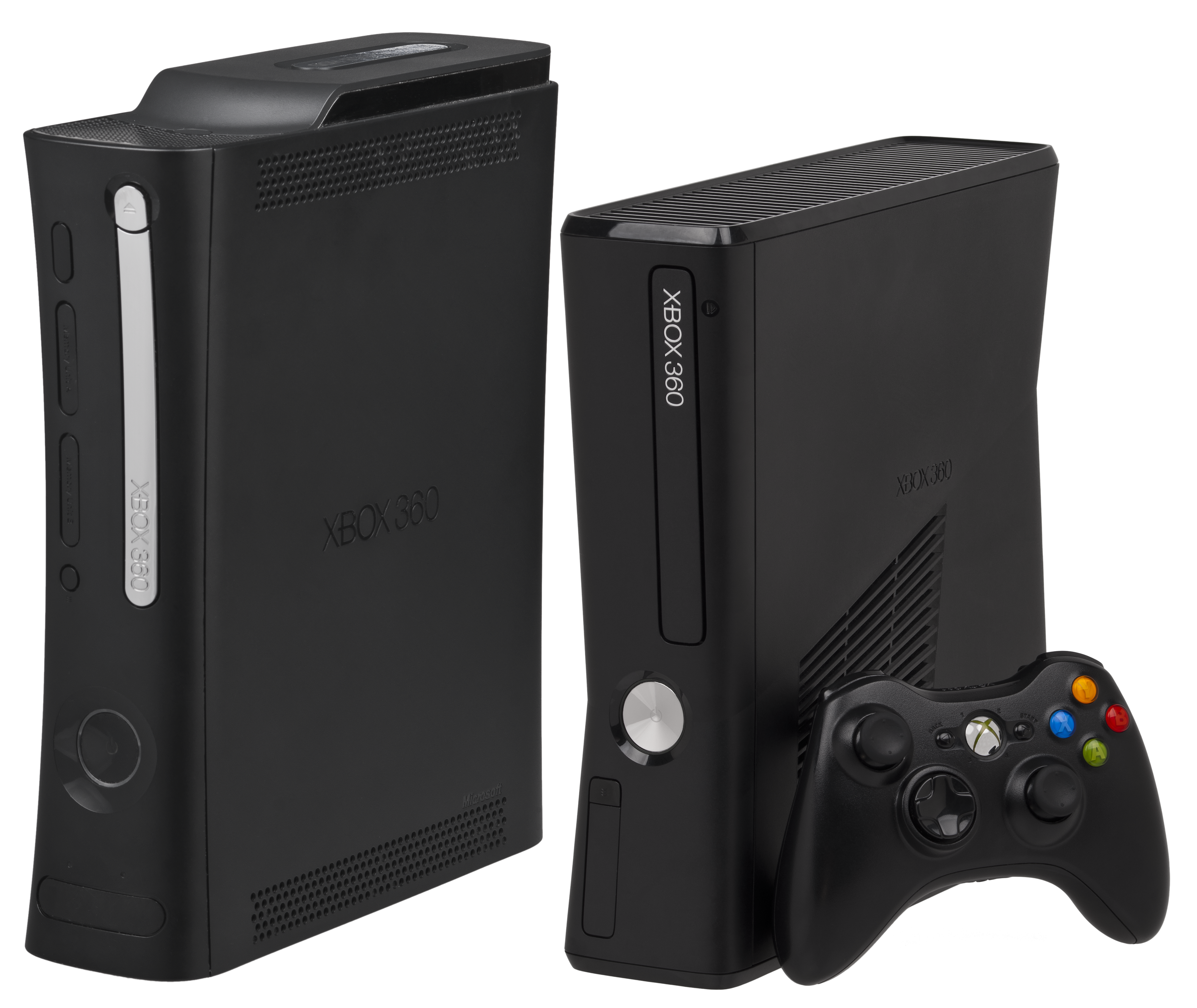
إكس بوكس 360
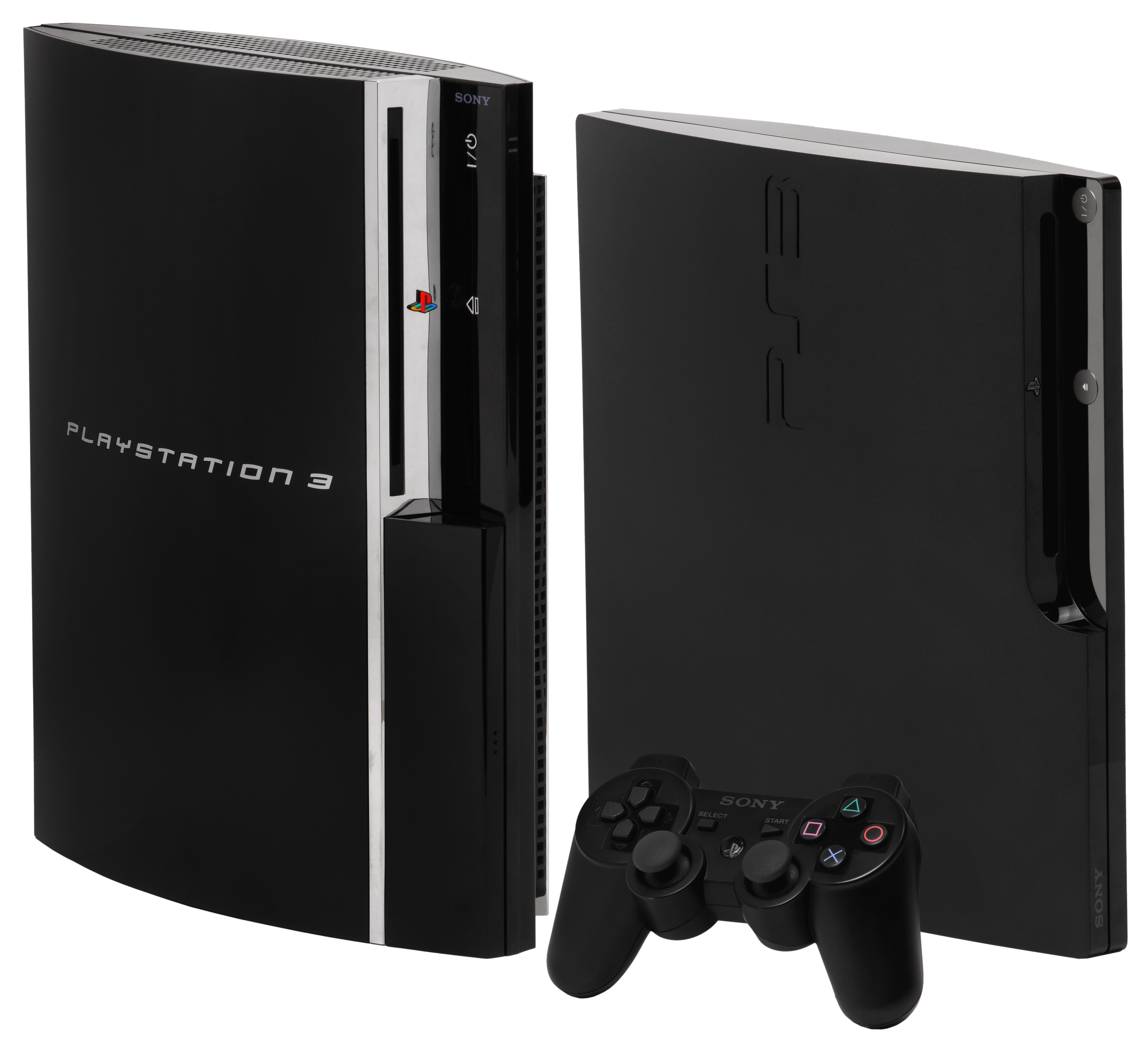
بلاي ستيشن 3
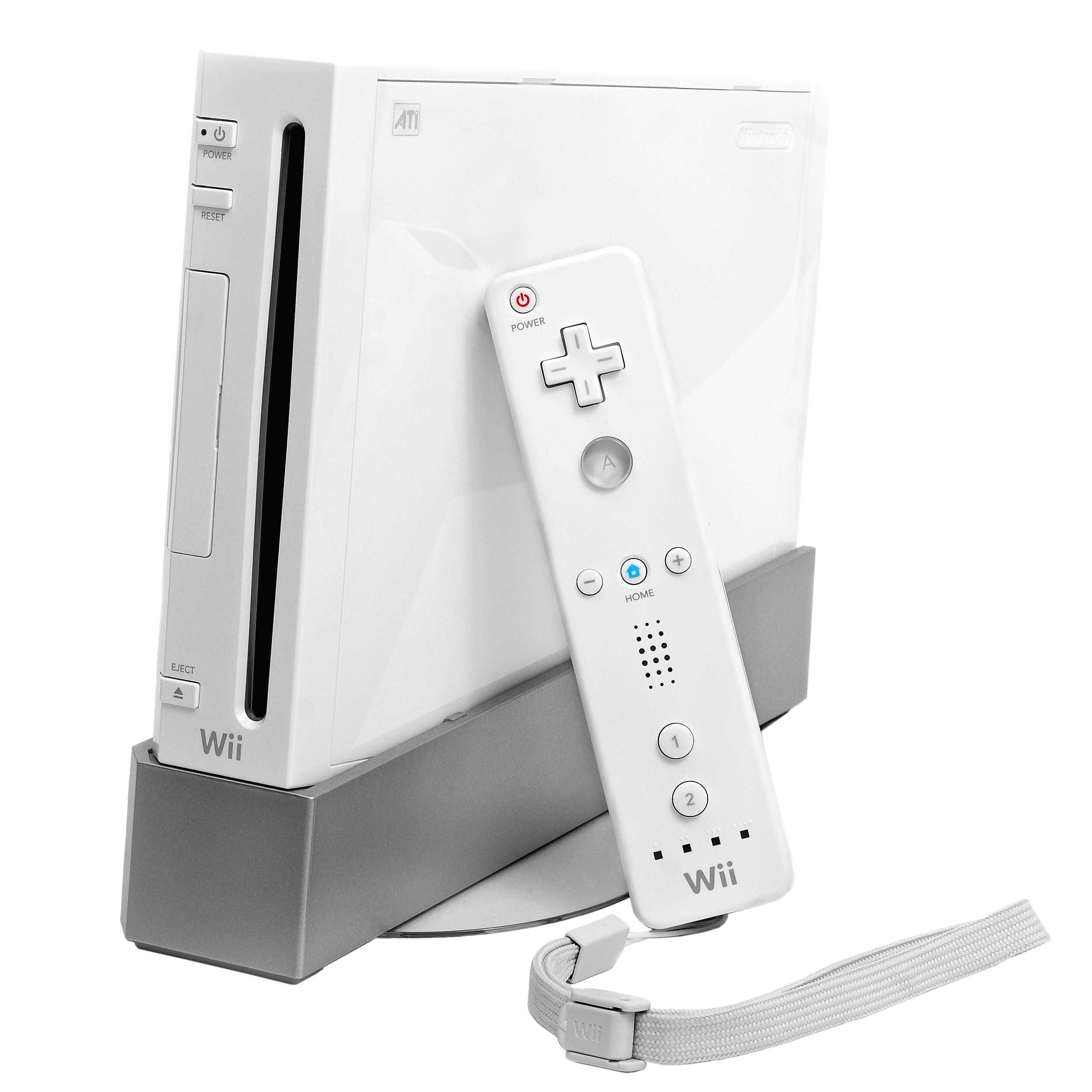
وي
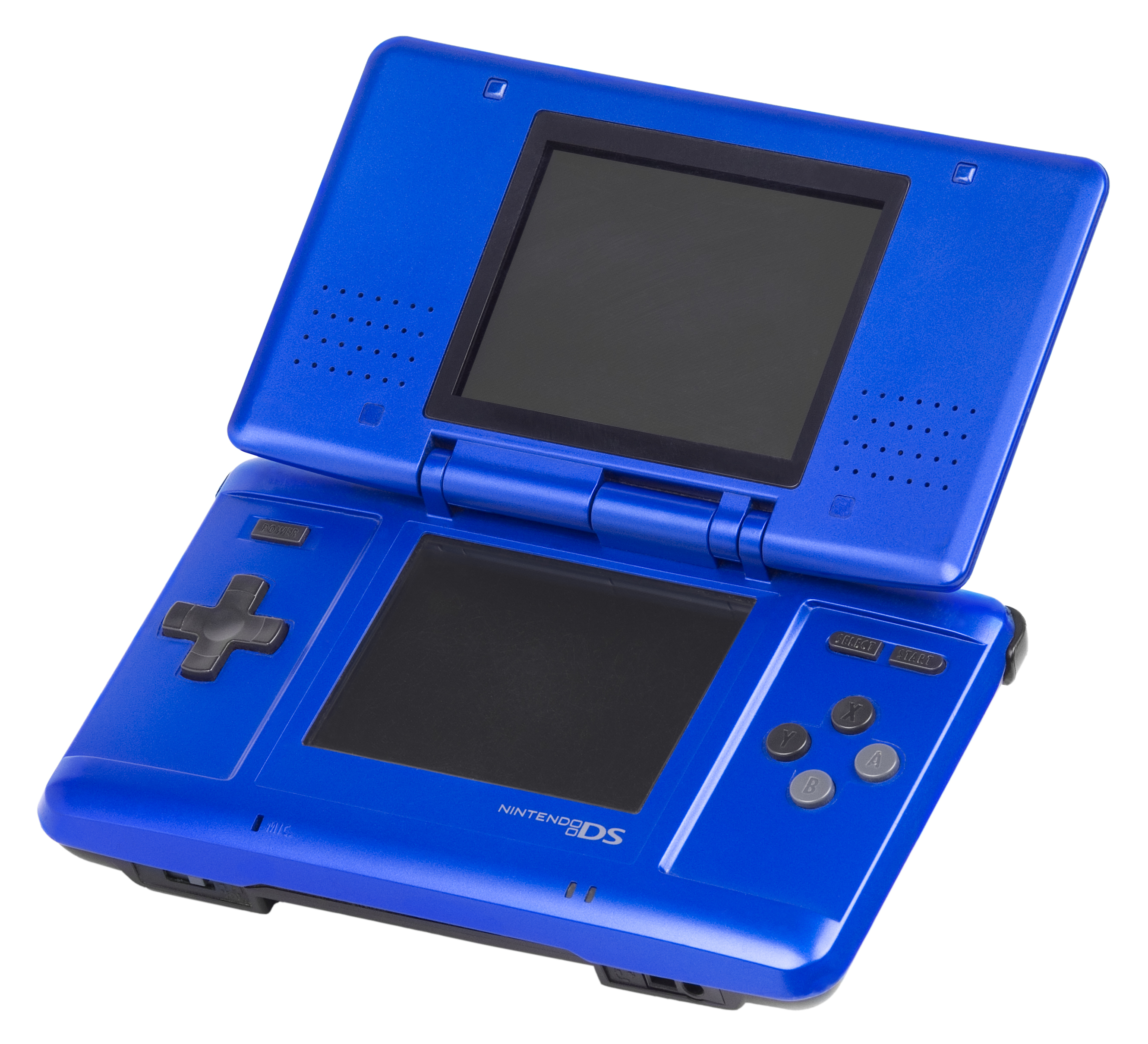
نينتندو دي إس
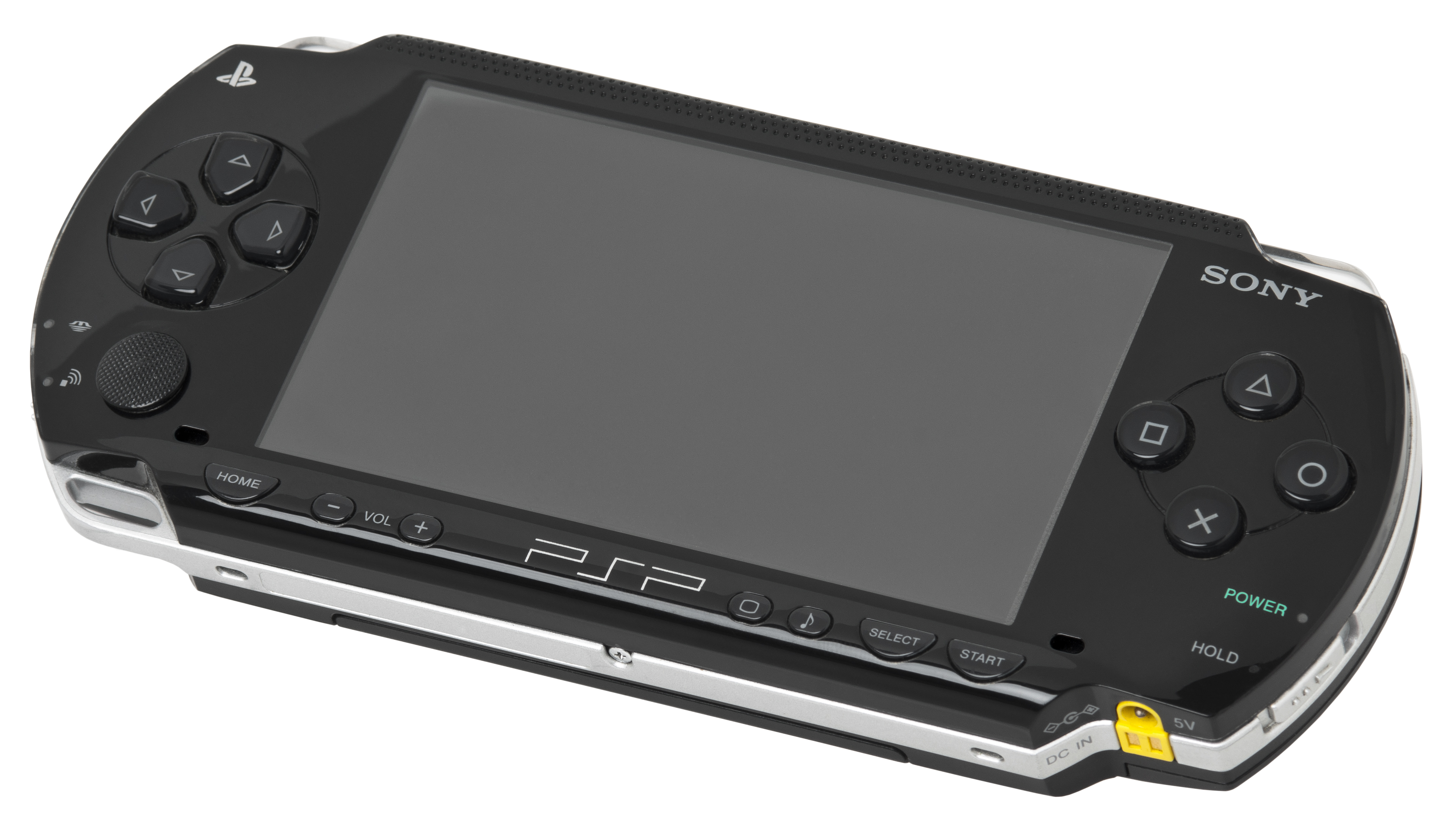
بلاي ستيشن بورتبل